# ベルニス・コピエテルス
ベルニス・コピエテルス（Bernice Coppieters、1970年11月16日 - ）は、ベルギーのバレエダンサー・バレエ指導者である。モナコ公国モンテカルロ・バレエ団に20歳で入団し、スターダンサーとなった。1993年にモンテカルロ・バレエ団の芸術監督に就任したジャン＝クリストフ・マイヨーの長年にわたる「ミューズ」として、彼の振り付ける作品で主要な役柄を多く務めた。彼女はダンサーとしての活動のみならず、ヨーロッパ、韓国、アメリカ合衆国等の主要バレエ団においてマイヨーの作品上演指導やバレエ指導も手がけている。2014年12月31日に、現役最後の公演を行うことが発表された。

## 経歴
オースト＝フランデレン州のデンデルモンデ出身。父の職業は警察官で母は小さな店を営んでいて、2人は20代のころからアマチュアの劇団を運営していた。コピエテルスも姉や弟と一緒に演劇をやったり、ピアノやヴァイオリンを習ったりするなど、芸術的な環境の中で成長した。
5歳のとき、1歳上の姉とともにバレエを習い始めた。バレエを始めた理由は、姉の方が大変に内気だったのを心配した母が、もっと外向的な性格になってほしいと希望して2人をバレエ学校に通わせたためで、後に姉はレヴューのダンサーとなってパリ・シャンゼリゼにあるリドに出演し、引退後にデンデルモンデでバレエ学校を開いている。
コピエテルスは1980年にアントワープにあるベルギー王立フランダース・バレエ学校に入学した。1988年、ローザンヌ国際バレエコンクールに出場してキャッシュプライズを獲得した。
同年に王立フランダースバレエ団（en:Royal Ballet of Flanders）に入団した。王立フランダースバレエ団に入団する直前、コピエテルスはニューヨークのジュリアード音楽院で3か月間、ジョージ・バランシンのバレエ作品について学んだ。これは当時の王立フランダースバレエ団芸術監督だったロバート・デンヴァースの勧めによるもので、長身のダンサーはしばしば動きが遅くなりがちなため、それを解消する方法としてバランシン特有の素早いムーヴメントを学ばせるためであった。1989年、ソリストに昇格した。
王立フランダースバレエ団に3年間在籍した後の1991年、当時20歳のコピエテルスはモンテカルロ・バレエ団に移籍した。コピエテルスがこのバレエ団に入団を決めた理由は、自分と同様に長身のダンサーが多く在籍していた上に、上演レパートリーが気に入ったためであった。モンテカルロ・バレエ団は『フー・ケアーズ?』（ジョージ・ガーシュウィン作曲）、『テーマとヴァリエーション』、『セレナーデ』（ともにピョートル・チャイコフスキー作曲）など、バランシンの振付作品を多くレパートリーに採用していた。若い頃の彼女はバランシンの作品をとても気に入っていた。後に三浦雅士との対談（『ダンスマガジン』 2012年6月号掲載）で「私は背が高くて脚も長かったので、バランシンのスタイルが合っていたのです」と発言し、三浦も「よくわかります」と同意していた。
モンテカルロ・バレエ団入団と同年の1991年、コピエテルスにとって大きな転機が訪れた。ジャン＝クリストフ・マイヨーが自作の振付指導のためにモンテカルロ・バレエ団を訪れ、出演者を決めるオーディションにコピエテルスも参加した。コピエテルスは彼が振り付けた作品のステップを踏んだ瞬間に「私の踊りたいのはこれだ!」と全身で感じ取ったという。マイヨーは1993年にモンテカルロ・バレエ団の芸術監督となり、2人の結びつきはさらに強くなった。コピエテルス自身は若いときに彼に出会えたことに感謝していて、「私は彼のためにつくられたのです」とマイヨーへの深い信頼の念を表していた。
モンテカルロ・バレエ団の芸術監督となったマイヨーは、バレエ団のレパートリーにバレエ・リュスの作品（『ポロヴェツ人の踊り』、『レ・シルフィード』、『火の鳥』など）を復活させることに着手した。マイヨーの意図は、バレエ団の団員たちにモンテカルロ・バレエ団のルーツを再認識させるとともに、観客たちに向けては自分の方針を理解させる方向に導くことにあった。その後にマイヨーは、バランシン、キリアン、フォーサイスなどのモダン・バレエヤコンテンポラリー・ダンスの作品を上演し、さらに彼自身の作品を上演していった。マイヨーのこの方針によって、モンテカルロ・バレエ団のダンサーたちはさまざまなスタイルを習得して表現の幅を広げることが可能になった。コピエテルスも「これもジャン＝クリストフからの素敵な贈り物だったと思います」と高い評価を与えていた。
コピエテルスとマイヨーの共同作業のうち、特に重要な作品として『月はどこに』（Dov'e la Luna、1994年）、『賢き国のほうへ』（Vers un pays sage、1995年）、『ロミオとジュリエット』（1996年）、『シンデレラ』（1999年）、『ラ・ベル』（2001年）などが挙げられる。そのうち『ロミオとジュリエット』は、マイヨーがモンテカルロ・バレエ団に振り付けた初の全幕バレエ作品であった。この作品で彼女は、ジュリエット役を初演するとともにキャピュレット夫人役をも演じた。コピエテルスは『ロミオとジュリエット』について、「私のキャリアにおいてもっとも重要なバレエです」と発言していた。この作品は成功を収め、マイヨーは振付家として世界的に認められる存在となり、コピエテルスもマイヨーの「ミューズ」として知名度を上げ、世界各地のバレエ公演に招聘されるようになった。
『シンデレラ』では、シンデレラの亡くなった母＝仙女役を初演した。マイヨーは当初、コピエテルスをシンデレラ役にするか仙女役にするかを決めかねていたため、彼女はいろいろな役のリハーサルに出席していた。彼女はマイヨーに、どういう仙女にしたいのかを尋ねたところ、「君が母親を亡くした子どもだったとする。もし母親がこの世に戻ってきてくれるとしたら、どんな風であってほしい?」との返答があった。そこでスタジオで彼女の思う「この世に戻ってきた母親」を踊って見せたところ、マイヨーは彼女を仙女役に決定した。マイヨーの『シンデレラ』は、タイトル・ロールのシンデレラよりも彼女の父と亡くなった母＝仙女に焦点を当て、物語の大団円は父と仙女がパ・ド・ドゥを踊る構成である。『ラ・ベル』では透明な巨大バルーンに包まれて登場するシーンから、レースの総タイツで踊る舞踊シーンまで、現代に生きる新たな『眠れる森の美女』を高い舞踊技術と豊かな表現力で踊り演じた。これらの作品も好評を持って迎えられた。
マイヨーにとって、コピエテルスおよび同僚のバレエダンサー、ガエタン・モルロッティの2人は単なるダンサーではなくもっと重要な存在であった。『ダンスマガジン』2009年5月号のインタビューでマイヨーは「この2人はぼくと仕事をするとき、驚くべきことに、ぼくのアイディアをさらに遠くまで発展させてしまうのです」と評し、「ベルニスとガエタンは、ぼくの仕事から最高の質を引き出すのです」と発言していた。コピエテルスはマイヨーのこの発言に対して「いつも彼に驚きを与えてもらっていたから、彼に与えられた驚きをその通りにやるだけではなく、何か新たな驚きを付け加えたかったのです」と『ダンスマガジン』 2012年6月号のインタビューで答えていた。
コピエテルスは長身で筋肉質な体型で、身体能力と舞踊技術の双方に優れていた。舞台上での強い存在感に加えて、ブロンドの髪をベリーショートに刈り上げ、その個性的な容貌は「モデルのような」、「性を超越している」などと形容されていた。三浦雅士は『ダンスマガジン』 2012年6月号掲載のコピエテルスとの対談で彼女の踊りを初めて見たときにまったく新しいタイプのダンサーの登場に驚いたといい、「まるで異星人を見ている気分でした」と批評している。
コピエテルスは、マイヨー以外の振付家にもインスピレーションを与える存在であった。ベルギーの振付家シディ・ラルビ・シェルカウイはモンテカルロ・バレエ団のために『イン・メモリアム』（2004年）を振り付けた。シェルカウイは作品の制作にあたってコピエテルスから強い刺激を受けたといい、「ベルニスは特別なダンサーだ」と称賛していた。
マイヨーやシェルカウイ以外の主要レパートリーとして、バレエ・リュス時代の作品やバランシン、キリアン、フォーサイス、ドゥアト、レナート・ツァネラなどのネオ・クラシック・バレエからコンテンポラリー・ダンスにいたる諸作品がある。2006年にはモーリス・ベジャール振付の『ボレロ』で「メロディ」役を踊り、世界中でも限られたダンサーしか踊ることのできない「メロディ」役ダンサーの系譜に加わった。
モンテカルロ・バレエ団在団中の1995年12月、モナコ公国のカロリーヌ公女からモンテカルロ・バレエ団のエトワールに任命された。2002年11月、モナコ公国芸術文化勲章シュヴァリエに叙された。その他の主な受賞歴として、2003年のレオニード・マシーン賞、2011年のブノワ賞受賞などがある。40代に入ったコピエテルスは、マイヨーの作品振付指導の仕事を始めた。スウェーデン王立バレエ団、エッセン・バレエ団、ウィーン国立歌劇場バレエ団、韓国国立バレエ団、アトランタ・バレエ団などが彼女からマイヨーの作品振付指導を受けている。2011年には、チェコ国立プラハ劇場バレエ団のバレエ指導者となった。2014年12月31日のマイヨー振付作品『ファウスト』が引退公演となることが発表された。